# Мендьета, Гаиска
Гаи́ска Мендье́та Саба́ла (исп. Gaizka Mendieta Zabala; род. 27 марта 1974, Бильбао, Страна Басков, Испания). Испанский футболист, выступавший на позиции полузащитника.

## Клубная карьера

### Ранние годы
Спортивную карьеру Мендьета начал в 1991 году в городе Кастельон-де-ла-Плана в клубе «Кастельон», играв чаще всего на позиции крайнего защитника. Команда тогда только вылетела из Примеры, поэтому первые матчи во взрослом профессиональном футболе Мендьета провёл во втором по значимости испанском дивизионе.

### «Валенсия»
Успехи молодого игрока были настолько значительными, что уже через год его пригласили в «Валенсию». Но в первые годы находился в резерве команды. Для закрепления в основном составе Мендьете понадобилось несколько лет. В 1997 году команду возглавил Клаудио Раньери. Он стал прививать команде контратакующую игру, на первый план и вышел Гаиска Мендьета, обладавший великолепным пасом и отличным видением поля. «Валенсия» в конце 1990-х годов стала одним из сильнейших клубов не только Испании, но и Европы. В команде Мендьета обрёл роль штатного пенальтиста, а в 2000 и 2001 годах в ранге капитана команды дважды приводил клуб к финалам Лиги чемпионов. 

### «Лацио»
Одним из лучших полузащитников в межсезонье 2001 года интересовались такие клубы, как «Барселона» и «Реал Мадрид». Но в итоге перешëл он в «Лацио» за 47,7 млн евро (став на тот момент шестым самым дорогим игроком за всё время). В Риме на Мендьету возлагали большие ожидания, но оправдать их он не сумел, сыграв в 31 матче и отличившись всего двумя результативными действиями за сезон, а также допуская ряд ошибок в матчах.
Основными причинами провала испанца стали проблемы с адаптацией в новом чемпионате, отличавшимся кардинально от испанской Примеры. Чемпионат Италии более жëсткий и закрытый. Тут у футболистов нет много времени на развитие атак. Сам Мендьета не был к этому готов, из-за чего часто допускал ошибки. Ещё одним фактором стали травмы. Мендьета пропускал немало матчей, но когда восстанавливался, то не мог продемонстрировать себя в лучших качествах. Поэтому появляется ещё одна причина, а именно давление СМИ и фанатов команды. Как подписание испанца обошлось очень дорого, то от него сразу требовали результата, что отражалось на его уверенности в себе.

### «Барселона»
Из-за плохих результатов игрока, а также ухудшающимся финансовым положением «Лацио», в связи с банкротством концерна «Cirio», которым владел владелец и президент клуба Серджо Краньотти, Мендьета был отправлен в аренду в «Барселону».

### «Мидлсбро»
Футбольную карьеру Гаиска Мендьета завершил в клубе «Мидлсбро», за который выступал 5 лет. Свой последний матч провёл 26 декабря 2006 года против «Эвертона».

## Сборная
- Первый матч: 27.03.1999 с Австрией 9:0
- Последний матч: 20.11.2002 с Болгарией 1:0
- Играл и был в основном составе на Евро-2000 и на ЧМ-2002.

## Достижения
Командные
«Валенсия»
- Обладатель Кубка Испании: 1999
- Обладатель Суперкубка Испании: 1999

«Миддлсбро»
- Обладатель кубка английской лиги: 2004

Личные
- Лучший полузащитник европейского сезона по версии УЕФА (2): 1999/00, 2000/01
- Входит в состав символической сборной Европы по версии ESM: 2000/01

## Клубная статистика
| Выступление      | Выступление      | Выступление      | Лига | Лига | Кубки | Кубки | Еврокубки | Еврокубки | Другие | Другие | Итого | Итого |
| Клуб             | Лига             | Сезон            | Игры | Голы | Игры  | Голы  | Игры      | Голы      | Игры   | Голы   | Игры  | Голы  |
| ---------------- | ---------------- | ---------------- | ---- | ---- | ----- | ----- | --------- | --------- | ------ | ------ | ----- | ----- |
| Кастельон        | Сегунда          | 1991/92          | 16   | 0    | 2     | 0     | 0         | 0         | 0      | 0      | 18    | 0     |
| Кастельон        | Итого            | Итого            | 16   | 0    | 2     | 0     | 0         | 0         | 0      | 0      | 18    | 0     |
| Валенсия         | Примера          | 1992/93          | 2    | 0    | 0     | 0     | 0         | 0         | 0      | 0      | 2     | 0     |
| Валенсия         | Примера          | 1993/94          | 20   | 2    | 0     | 0     | 0         | 0         | 0      | 0      | 20    | 2     |
| Валенсия         | Примера          | 1994/95          | 13   | 1    | 3     | 0     | 0         | 0         | 0      | 0      | 16    | 1     |
| Валенсия         | Примера          | 1995/96          | 34   | 0    | 8     | 0     | 0         | 0         | 0      | 0      | 42    | 0     |
| Валенсия         | Примера          | 1996/97          | 30   | 1    | 0     | 0     | 6         | 0         | 0      | 0      | 36    | 1     |
| Валенсия         | Примера          | 1997/98          | 30   | 10   | 3     | 0     | 0         | 0         | 0      | 0      | 33    | 10    |
| Валенсия         | Примера          | 1998/99          | 37   | 7    | 5     | 4     | 10        | 0         | 0      | 0      | 52    | 11    |
| Валенсия         | Примера          | 1999/00          | 33   | 13   | 0     | 0     | 16        | 5         | 2      | 0      | 51    | 18    |
| Валенсия         | Примера          | 2000/01          | 31   | 10   | 0     | 0     | 16        | 4         | 0      | 0      | 47    | 14    |
| Валенсия         | Итого            | Итого            | 230  | 44   | 19    | 4     | 48        | 9         | 2      | 0      | 299   | 57    |
| Лацио            | Серия А          | 2001/02          | 20   | 0    | 4     | 0     | 7         | 0         | 0      | 0      | 31    | 0     |
| Лацио            | Итого            | Итого            | 20   | 0    | 4     | 0     | 7         | 0         | 0      | 0      | 31    | 0     |
| Барселона        | Примера          | → 2002/03        | 33   | 4    | 1     | 0     | 15        | 2         | 0      | 0      | 49    | 6     |
| Барселона        | Итого            | Итого            | 33   | 4    | 1     | 0     | 15        | 2         | 0      | 0      | 49    | 6     |
| Мидлсбро         | Премьер-лига     | → 2003/04        | 31   | 2    | 1     | 0     | 0         | 0         | 6      | 1      | 38    | 3     |
| Мидлсбро         | Премьер-лига     | 2004/05          | 7    | 0    | 0     | 0     | 1         | 0         | 0      | 0      | 8     | 0     |
| Мидлсбро         | Премьер-лига     | 2005/06          | 17   | 2    | 4     | 0     | 6         | 0         | 0      | 0      | 27    | 2     |
| Мидлсбро         | Премьер-лига     | 2006/07          | 7    | 0    | 0     | 0     | 0         | 0         | 1      | 0      | 8     | 0     |
| Мидлсбро         | Итого            | Итого            | 62   | 4    | 5     | 0     | 7         | 0         | 7      | 1      | 81    | 5     |
| Всего за карьеру | Всего за карьеру | Всего за карьеру | 361  | 52   | 31    | 4     | 77        | 11        | 9      | 1      | 478   | 68    |